# فریده ماشینی
فریده ماشینی (۱۳۳۹ – ۱۰ خرداد ۱۳۹۱) پژوهشگر، فعال جنبش زنان در ایران، دانشجوی پیرو خط امام و عضو شورای مرکزی جبهه مشارکت ایران اسلامی بود که سپس به ریاست کمیسیون زنان این حزب منصوب شد. او یکی از دانشجویان مسلمان پیرو خط امام بود که در بحران گروگان‌گیری در سفارت آمریکا نقش داشتند. 
وی در ۳۰ مهر که برای شرکت در مراسم دعای کمیل به خانهٔ شهاب‌الدین طباطبایی یکی از دستگیرشدگان وقایع پس انتخابات رفته بود همراه چندتن دیگر از اعضای جبهه مشارکت دستگیر و در روز بعد یعنی جمعه اول آبان سال ۸۸ آزاد شد.
ماشینی دانش‌آموختهٔ رشتهٔ مطالعات زنان دانشگاه علامه طباطبایی و رشته مهندسی شیمی از دانشگاه امیر کبیر بود.
فریده ماشینی از دیگر چهره‌هایی بود که به عنوان یک زن در وقایع گروگانگیری کارمندان سفارت آمریکا در ایران، حضور یافته بود.

## دیدگاه‌ها
فریده ماشینی ضمن ادامهٔ فعالیت حزبی خود، مطالبات خود را در زمینهٔ بهبود حقوق زنان را نیز به میدان سیاست وارد کرد. مطالباتی همچون تغییر قوانین تبعیض آمیز، اشتغال زنان، ارتقای مشارکت سیاسی زنان، و ایستادگی در مقابل طرح‌های ضد زن از جمله طرح تفکیک جنسیتی. او موفق شد برخی از این ایده‌ها را از جمله «طرح ۳۰ درصد کاندیدای احزاب برای انتخابات مجلس و شوراها» به تصویب برساند.
فریده ماشینی اعتقاد داشت «هیچ تضادی بین قرآن و کنوانسیون امحای کلیه اشکال تبعیض علیه زنان وجود ندارد» و می‌گفت «ما باید با تصویب کنوانسیون محو کلیه اشکال تبعیض علیه زنان، و ارتقای آینده زنانمان، الگویی برای جهان باشیم.»
او تحقق دموکراسی را منوط به ایجاد فضای مساوی و عادلانه برای عرضهٔ توانایی‌های زنان در مدیریت کلان کشور می‌دانست.
به گفتهٔ ناهید کشاورز (جامعه‌شناس و فعال حقوق زنان)، فریده ماشینی یکی از «پیشروان اندیشه فمینیسم اسلامی» در ایران بود و «تلاش داشت با پررنگ کردن تفسیرهای برابری‌خواهانه از اسلام در حوزه زنان، موقعیت زنان را بهبود بخشد. او اعتقاد داشت روح حاکم بر مذهب، عدالت و برابری است و همه تلاشش در جهت نقد این نگاه رسمی و سنتی از دین بود.»

## زندگی شخصی
رحیم عبادی رئیس سازمان ملی جوانان و مشاور رئیس‌جمهور در دولت هشتم (محمد خاتمی) همسر فریده ماشینی بود.

### درگذشت
وی در ۱۰ خرداد ۱۳۹۱ دراثر ابتلا به بیماری سرطان در بخش آی سی یو بیمارستان آتیه تهران پس از وخامت حالش درگذشت.